# 覃国翰
覃国翰（1912年—1996年），中国人民解放军将领、中国人民解放军开国少将。
曾任广西军区右江军分区司令员。1955年，授予中国人民解放军少将。